# Караоба (Сарикольський район)
Карао́ба (каз. Қараоба) — село у складі Сарикольського району Костанайської області Казахстану. Входить до складу Сорочинського сільського округу.
Населення — 271 особа (2021; 435 у 2009, 556 у 1999, 751 у 1989).

## Відомі уродженці
- Султангазін Умірзак Махмутович — казахський математик, фахівець в галузі чисельних методів розв'язання задач математичної фізики, доктор фізико-математичних наук, професор, академік, президент Національної академії наук Республіки Казахстан.